# Leni Riefenstahl
Helene Bertha Amalie (Leni) Riefenstahl (Berlijn, 22 augustus 1902 – Pöcking, 8 september 2003) was een Duits cineaste en fotografe. Zij begon haar carrière als danseres en actrice, maar werd vooral bekend als filmregisseur.
Leni Riefenstahl werd geboren in Wedding, een in Berlijn destijds als 'misdadigers- en arbeiderskolonie' bekend staand stadsdeel, als dochter van een loodgieter. In haar jeugd werd zij door hem kort gehouden. Zij genoot al vroeg van haar aantrekkingskracht op mannen. Haar handelsmerk in haar werk werden dan ook Körperkultur, sport en dweepzucht met de natuur. De verheerlijking van het menselijk lichaam komt vooral tot uiting in haar films Der heilige Berg en Die weiße Hölle am Piz Palü.

## Filmregisseur
Riefenstahls films staan vooral bekend om hun filmtechnische (cameratechnische) innovaties, zoals die over de Neurenbergse partijdagen (Der Sieg des Glaubens uit 1933 en Triumph des Willens en Tag der Freiheit - Unsere Wehrmacht uit 1935). Ze zijn gemaakt in opdracht van de minister van propaganda Joseph Goebbels en dragen de nazi-ideologie uit.
Ook het verslag van Olympische Spelen in Berlijn (Olympia uit 1936) heeft technische innovaties zoals het voortbewegen van de camera op statief op een wagentje op rails langs de binnenkant van de renbaan. Deze film werd gemaakt in opdracht van het Internationaal Olympisch Comité.
Een andere vernieuwende techniek: de Olympische duikers werden gefilmd zonder vaste objecten (zoals de duikplank) in beeld. De kijker, die indertijd nog niet gewend was aan dergelijk cameragebruik, zag een compleet andere, vrije kijk op de wereld. Olympia is verder opvallend door de technische perfectie: geavanceerd camerawerk, verrassende, suggestieve montage, gebruik van slow motion en actieve onderwaterfotografie. De bijzondere combinatie van beeld en muziek valt op en in het tweede deel wordt de esthetiek van de sportende mens benadrukt, onder andere in de sequens van het schoonspringen voor heren.

### Triumph des Willens

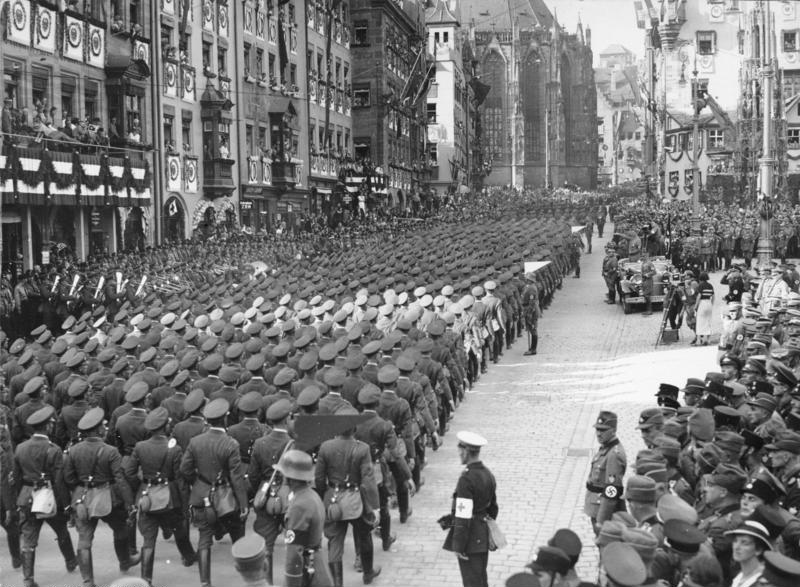
Riefenstahls film van een mars van de Wehrmacht tijdens de nazipartijdag in Neurenberg

De film Triumph des Willens uit 1935, over een NSDAP-partijdag in het voorgaande jaar, is geen pure documentaire omdat de cineaste achteraf gespeelde scènes monteert tussen echte beelden van de partijdag om deze gerichte boodschap over te brengen: dat heel Duitsland al in 1934 bereid was Hitler te volgen in zijn avontuur met daarbij de gescandeerde woorden: “Hier stehen wir, wir sind bereit, wir tragen Deutschland in die neue Zeit. Deutschland!” Met als afsluiting: “Ein Volk!, ein Reich!, ein Führer!” waarbij achtereenvolgens een adelaar, het hakenkruis en Hitler in beeld komen. De populariteit van de NSDAP en de SA bereikte kort voor de Nacht van de Lange Messen in 1934 een dieptepunt (zie Willem Melching en Marcel Stuivenga in Ooggetuigen van het Derde Rijk).
De openingssequens, waarin de schaduw van het vliegtuig waarmee Hitler zal landen minutenlang getoond wordt, is een ware vondst. Boodschap: de “Redder des Vaderlands” komt als geroepen uit de hemel gezonden. Ook de bedachte decoupage van de verschillende kort op elkaar volgende shots in Speers stadion, waarbij de “Duitse Jeugd” reikhalzend uitkijkt naar de komst van de Führer, is veelzeggend. Na de oorlog verklaarde Riefenstahl nochtans in een interview over deze film:
Not a single scene is staged... It is history, pure history. (Geen enkele scène is geregisseerd.... Het is geschiedenis, pure geschiedenis).
Deze film werd verplicht vertoond in alle Duitse scholen in de jaren dertig. Hitler en Goebbels waren zich, met andere woorden, sterk bewust van de “Macht der Beelden”.

### Olympia

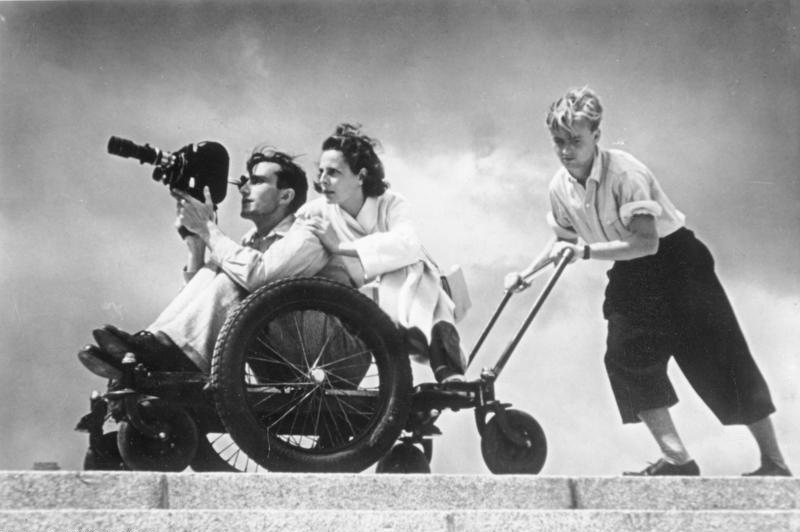
Riefenstahl tijdens de opnames van Olympia

De film Olympia uit 1938, over de Berlijnse Olympische Spelen van 1936, bestaat uit twee delen:
1. Fest der Völker
2. Fest der Schönheit

De artistieke kwaliteiten van deze films zijn niet omstreden; wel werden enkele gedeelten achteraf negatief besproken omdat ze als nazipropaganda gebruikt konden worden. Zo zijn daar het voortdurend terugkerende beeld van de wapperende vlaggen met hakenkruisen en de telkens terugkerende beelden van de Führer. Zelf heeft ze steeds volgehouden de ware aard van het regime niet te hebben beseft toen ze de documentaires maakte en uitsluitend esthetische doeleinden te hebben nagestreefd. Ten aanzien van Olympia heeft ze opgemerkt dat ze zelfs enigszins in conflict met het regime raakte doordat ze nadrukkelijk beelden van de overwinning van zwarte sporters toonde.
Opgemerkt is dat de sportwereld van Riefenstahl van een verstilde, ijselijke schoonheid is. Bij haar kennen sporters geen emoties, geen geluk of teleurstelling, geen vermoeidheid. Zij zijn hun lichamen waarop de cineaste verliefd is. De machtige handen van een basketballer; de gespierde dij van een poedelnaakte speerwerper, de gewelfde armen van een turnster die op de balk een spagaat maakt zonder dat daarbij ook maar één gewatergolfd haarlokje in de war komt. Dit is de toevoeging aan de cinematografie.

### Latere kritiek
Riefenstahls films kregen na de Tweede Wereldoorlog een stigma: controversieel omdat de documentaires in opdracht van de nazi's waren gemaakt en zij, zoals architect Albert Speer, haar talent ten dienste stelde van de verheerlijking van Hitler en diens regime (1933-1945). Na een reeks processen werd zij vrijgesproken van medeplichtigheid aan het nazi-beleid en kreeg slechts het etiket Mitläuferin opgeplakt. Ze bleef tot het einde van haar dagen alle verantwoordelijkheid afwijzen en toonde geen berouw. Er kwam nochtans aan het licht dat zij gedurende de oorlog zigeuners uit een concentratiekamp had opgevorderd om te figureren in haar film Tiefland. Zij was zelfs die figuranten persoonlijk gaan monsteren op hun uiterlijk. Ook nadat later bleek dat het merendeel van deze “acteurs” was omgekomen in het concentratiekamp Dachau, bleef zij ontkennen.
Na de oorlog kon zij geen financiering meer krijgen voor filmprojecten en verdiende jarenlang een karige boterham als fotografe.
Later ontdekte ze, aangesproken door beeldmateriaal van de Britse fotograaf George Rodger, de Noeba's van Zuid-Kordofan in Soedan, die ze uitgebreid vastlegde (met een eerste publicatie in 1974). Tijdschriften als Life en National Geographic toonden interesse voor haar camerawerk. Dit ontlokte aan Susan Sontag een genadeloze kritiek in haar essay toen zij het had over het fascinerende fascisme van Riefenstahls nieuwe werk. Sontag zag verbanden tussen het in beeld brengen van de Afrikanen door Riefenstahl en het toenmalig heersende schoonheidsideaal van de nazi's; zij zag hierin de vergelijking van de verheerlijking van de Nubische Körperkultur (lichaamcultuur) met die van Hitlers Arische ras. Volgens Sontag was de visie van Riefenstahl sindsdien niet veranderd.

### Hernieuwde belangstelling
In de jaren 70 van de vorige eeuw ontstond in de Verenigde Staten hernieuwde belangstelling voor Riefenstahl onder popsterren en Amerikaanse feministen. Zo liet Mick Jagger zich graag door haar fotograferen.
Later ontpopte Riefenstahl zich als fervente diepzeeduikster en filmde met haar onderwatercamera onderwaterfauna en vissen. In dat verband merkte ze later op:
Zelfs mijn vissen zullen ze fascistisch gaan vinden! Ik ben een artieste, politiek heeft mij nooit geïnteresseerd.

### Laatste interview
In een interview dat Ray Müller haar op 8 september 2000 afnam, stelde hij haar de vraag wat zij het meest betreurde over haar werk voor Hitler. Haar antwoord was, dat zij het zeer betreurde dat zij Hitler had leren kennen, dat zij in het Derde Rijk had geleefd en dat zij de film Triumph des Willens had gemaakt. Het interview is nooit uitgezonden. Reeds in 1993 had Müller de documentairefilm Die Macht der Bilder: Leni Riefenstahl over haar gemaakt.

## Werken

### Actrice
- 1926: Wege zu Kraft und Schönheit - Ein Film über moderne Körperkultur
- 1926: Der Heilige Berg
- 1927: Der Große Sprung
- 1928: Das Schicksal derer von Habsburg
- 1929: Die weiße Hölle vom Piz Palü
- 1930: Stürme über dem Mont Blanc
- 1931: Der Weiße Rausch
- 1932: Das Blaue Licht
- 1933: SOS Eisberg
- 1954: Tiefland
- 2000: Leni Riefenstahl im Sudan - documentaire met Riefenstahl als fotografe

### Regisseur
- 1932: Das Blaue Licht co-regisseur: Béla Balázs
- 1933: Der Sieg des Glaubens
- 1935: Triumph des Willens
- 1935: Tag der Freiheit - Unsere Wehrmacht
- 1938: Olympia (deel 1 bekend als Fest der Völker, deel 2 als Fest der Schönheit)
- 1951: Die Hexe von Santa-Maria (tweede versie: Das Blaue Licht)
- 1954: Tiefland
- 2002: Impressionen unter Wasser

### Fotograaf
- The Last of the Nuba (Harper, 1974; St. Martin's Press, 1995, ISBN 0312136420)
- The People of Kau (Harper, 1976; St. Martin's Press herdruk, 1997, ISBN 0312169639)
- Vanishing Africa (Harmony 1e Amerikaanse uitgave, 1988, ISBN 051754914X)
- Africa (Taschen, 2002, ISBN 3822816167)
- Riefenstahl Olympia (Taschen, 2002, ISBN 382281945X)

### Schrijver
1. Chronologisch
- Kampf in Schnee und Eis (Leibzig, 1933)
- Hinter den Kulissen des Reichparteitags-Films (München, 1935)
- Schönheit im olympischen Kampf (Berlin, 1937)
- Die Nuba (München, 1973)
- Die Nuba von Kau (1976)
- Korallengärten (München, 1978)
- Mein Afrika (München, 1982)
- Memoiren (München, 1987)
- Wunder unter Wasser (München, 1990)

2. Vertalingen
- Leni Riefenstahl: A Memoir door Leni Riefenstahl, autobiografie (Picador Reprint edition, 1995, ISBN 0312119267)
- Coral Gardens door Leni Riefenstahl (Harpercollins, 1978, ISBN 0060135913)

## Werken over Leni Riefenstahl
In het Nederlands is er één monografie over de cineaste verschenen: Leni Riefenstahl (Thomas Leeflang, Baarn, 1991). Het boek werd bewerkt en opnieuw uitgegeven, eerst in 2000, later in 2003, net na de dood van de cineaste, onder de titel Gevallen voor de Führer (Soesterberg, 2003). In 2006 verscheen van Thomas Leeflang Leni Riefenstahl - de macht van het beeld / de onmacht van het woord (uitgeverij Aspekt, Soesterberg). De eerder genoemde edities van de monografie zijn nu uitgebreid tot wat gezien kan worden als de eerste Nederlandstalige Riefenstahl-biografie.
- Thomas Leeflang: Leni Riefenstahl, Anthos, 1991. Heruitgave onder de titel Gevallen voor de Führer, 2003.
- Thomas Leeflang: Gevallen Engel. Leven en werk van Leni Riefenstahl, Walburg Pers, 2000.
- Thomas Leeflang: Leni Riefenstahl - de macht van het beeld / de onmacht van het woord, Aspekt, 2006.
- Robert Sklar: Film, an international history of het medium, Harry N. Abrams, Inc., Publishers, New York, 1993, 560 blz, vele afbeeldingen.
- Willem Melching en Marcel Stuivenga: Ooggetuigen van het Derde Rijk, Uitgeverij Bert Bakker, 214 blz.
- Steven Bach: Leni. Leven en werk van Leni Riefenstahl, vertaling, De Bezige Bij, 464 blz.
- Jurgen Trimborn: Leni Riefenstahl. Een Duitse carrière, vertaling, Meulenhoff, 438 blz.
- Holger Lodahl: Leni Riefenstahls Tiefland - Ein nachvollziehbare Freisprechung für Leni Riefenstahl?, Duitstalig, Grin-verlag 27 blz.

## Televisie
- Die Macht der Bilder (zie boven), een meer dan drie uur durende documentaire over en met de cineaste, werd in de jaren 90 op de Vlaamse en Nederlandse openbare omroep uitgezonden.
- De Vlaamse omroep zond in de reeks Hitlers vrouwen een aflevering over Riefenstahl uit, een Duitse documentaire film van Guido Knopp uit 1998.

## Trivia
- De Russisch-Joodse fotograaf Jevgeni Chaldej wordt wel Riefenstahls communistische evenknie genoemd. Zoals Riefenstahl Hitlers wensdromen verbeeldde, vatte Chaldej het communisme zoals Stalin het aan de wereld wilde tonen.